# InsERT
InsERT – producent oprogramowania komputerowego dla małych i średnich firm wspomagających zarządzanie przedsiębiorstwami. W ofercie firmy znajdują się programy wspomagające sprzedaż, produkcję, usprawniające pracę działów księgowych, finansowych i kadrowo-płacowych, pozwalające analizować kondycję przedsiębiorstwa. InsERT jest największym pod względem liczby sprzedanych licencji producentem oprogramowania w Polsce. Swoją siedzibę posiada we Wrocławiu. 
W każdym województwie firma posiada Autoryzowanych Partnerów Insert -  firmy, które swój status zawdzięczają wysokiej ocenie przygotowania merytorycznego i umiejętności organizacyjnych potwierdzonych wieloletnią współpracą z Insertem.
Niektóre województwa, jak np. Wielkopolska, posiadają tylko jednego tego typu partnera.
Firma posiada też wielu partnerów InsERT - firmy, które w swoich punktach handlowych gwarantują profesjonalną obsługę swoich klientów. Partnerzy InsERT są zobowiązani do uczestnictwa w szkoleniach handlowych i potwierdzania zdobytej wiedzy na egzaminach.

## Historia
Firma została założona w maju 1992 roku przez Jarosława Szawlisa, obecnego prezesa. Pierwszym napisanym programem był Subiekt, obecnie wchodzący w skład linii InsERT GT. W roku 2014 miała miejsce premiera linii nexo – pakietu zintegrowanych ze sobą innowacyjnych programów.
Lider Dekady 2004-2014 w konkursie na Laur Klienta w kategorii „Programy do zarządzania i kierowania MSP”.
Do 2018 roku InsERT sprzedał ponad 700 tys. licencji.

## Programy
Sprzedaż i magazyny
1. Subiekt GT
2. Subiekt GT Sfera
3. Subiekt nexo
4. Subiekt nexo PRO
5. Subiekt Sprint 2
6. Subiekt 123

Sprzedaż internetowa
1. Sello
2. Sello NX
3. vendero

CRM i obsługa klienta
1. Gestor GT
2. Gestor GT Sfera
3. Gestor nexo
4. Gestor nexo PRO

Księgowość i finanse
1. Rewizor GT
2. Rewizor GT Sfera
3. Rewizor nexo
4. Rewizor nexo PRO
5. Rachmistrz GT
6. Rachmistrz nexo
7. Rachmistrz nexo PRO

Obsługa biura rachunkowego
1. Biuro GT
2. Biuro nexo
3. Portal Dokumentów
4. Portal Biura

Kadry i płace
1. Gratyfikant GT
2. Gratyfikant GT Sfera
3. Gratyfikant nexo
4. Gratyfikant nexo PRO

Aplikacje mobilne
1. InsERT mobile

Moduły i usługi dodatkowe
1. Automatyzacja
2. Dokumenty firmy
3. POS – interfejs dotykowy
4. Oddelegowani
5. czerwony PLUS dla InsERT GT
6. niebieski PLUS dla InsERT GT
7. zielony PLUS dla InsERT GT

Platformy i e-usługi
1. Navireo (2009)
2. e-platforma dla agrobiznesu Agralan.pl (2019)

Oprogramowanie dostępne jest zarówno w wersji stacjonarnej, jak i w chmurze.

## Struktura własnościowa
Od czerwca 2008 firma istnieje jako spółka akcyjna. Od tamtej pory oficjalna nazwa to InsERT S.A. W 2009 firma stała się częścią Grupy UNIT4 TETA (obecnie UNIT4 Polska), która wykupiła mniejszościowy pakiet 35 proc. udziałów.